# 皮埃尔·克伊珀斯故居
皮埃尔·克伊珀斯故居是荷兰著名建筑师皮埃尔·克伊珀斯生前曾经居住的地方，位于鲁尔蒙德南面，现在成为博物馆面向广大游客开放。

## 画廊

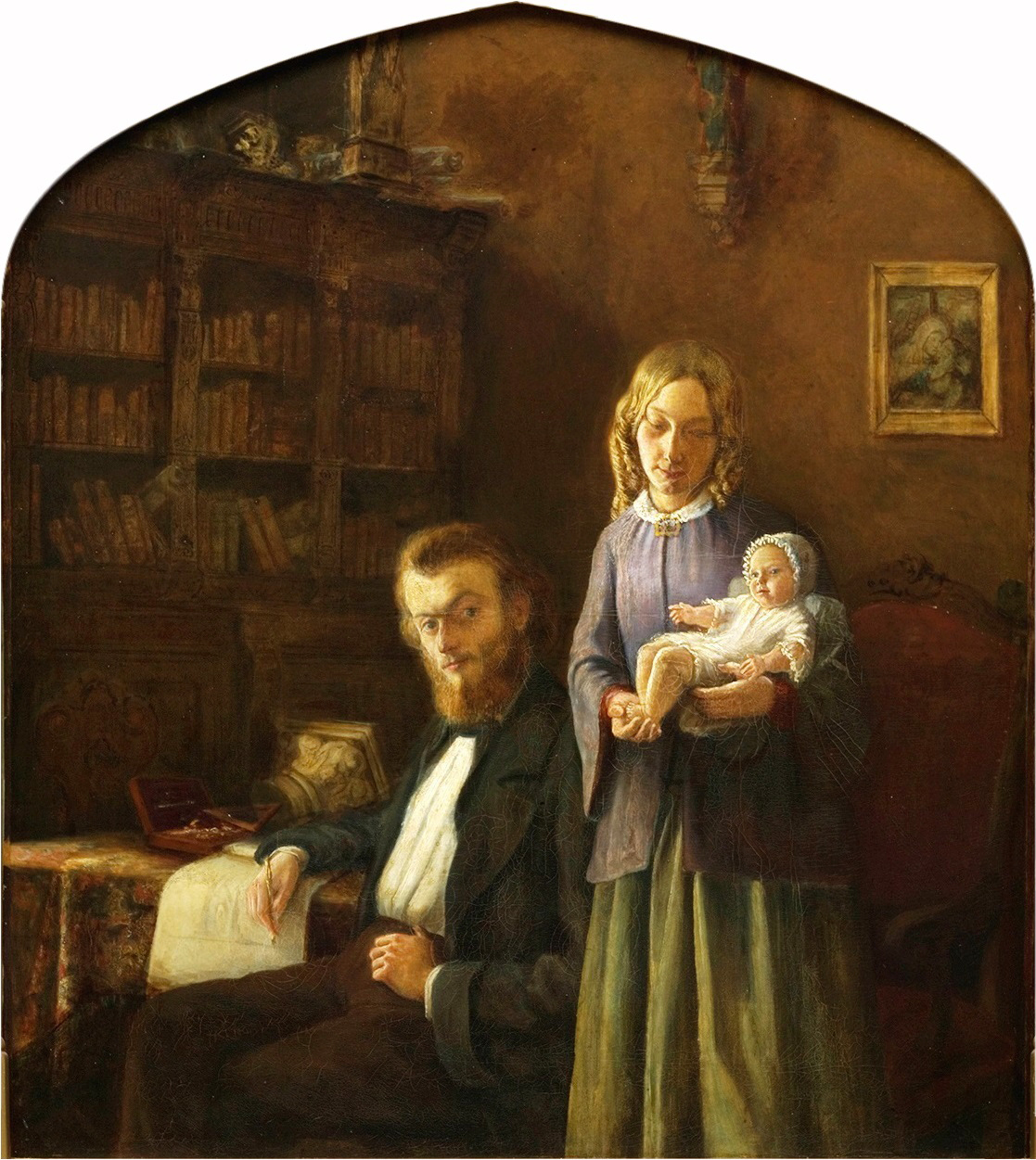
皮埃尔·克伊珀斯一家人
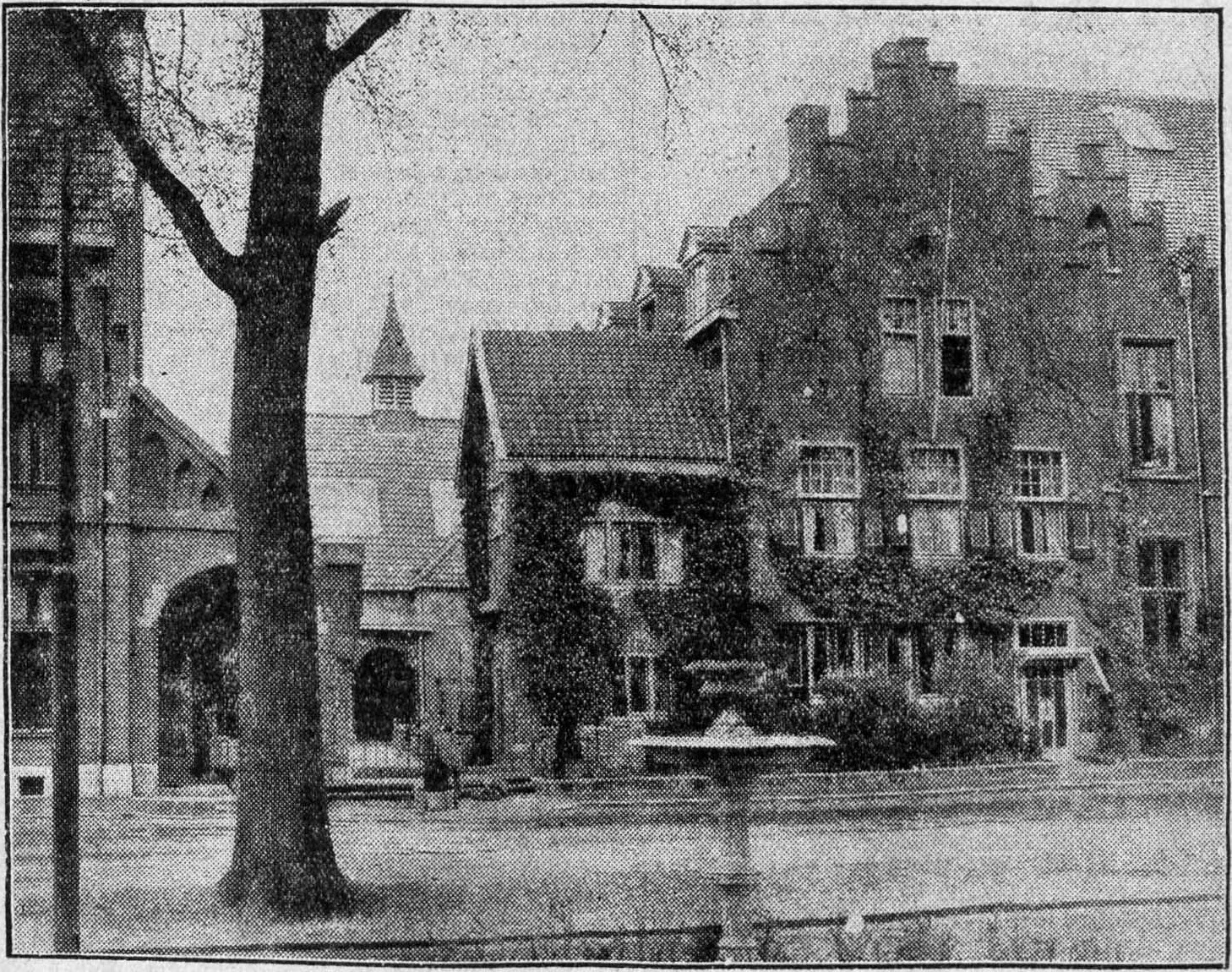
1932年刚开幕时的皮埃尔·克伊珀斯故居
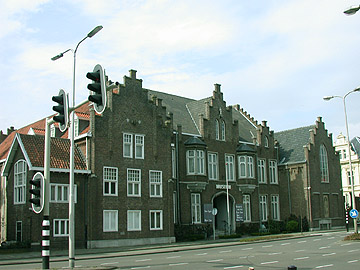
皮埃尔·克伊珀斯故居
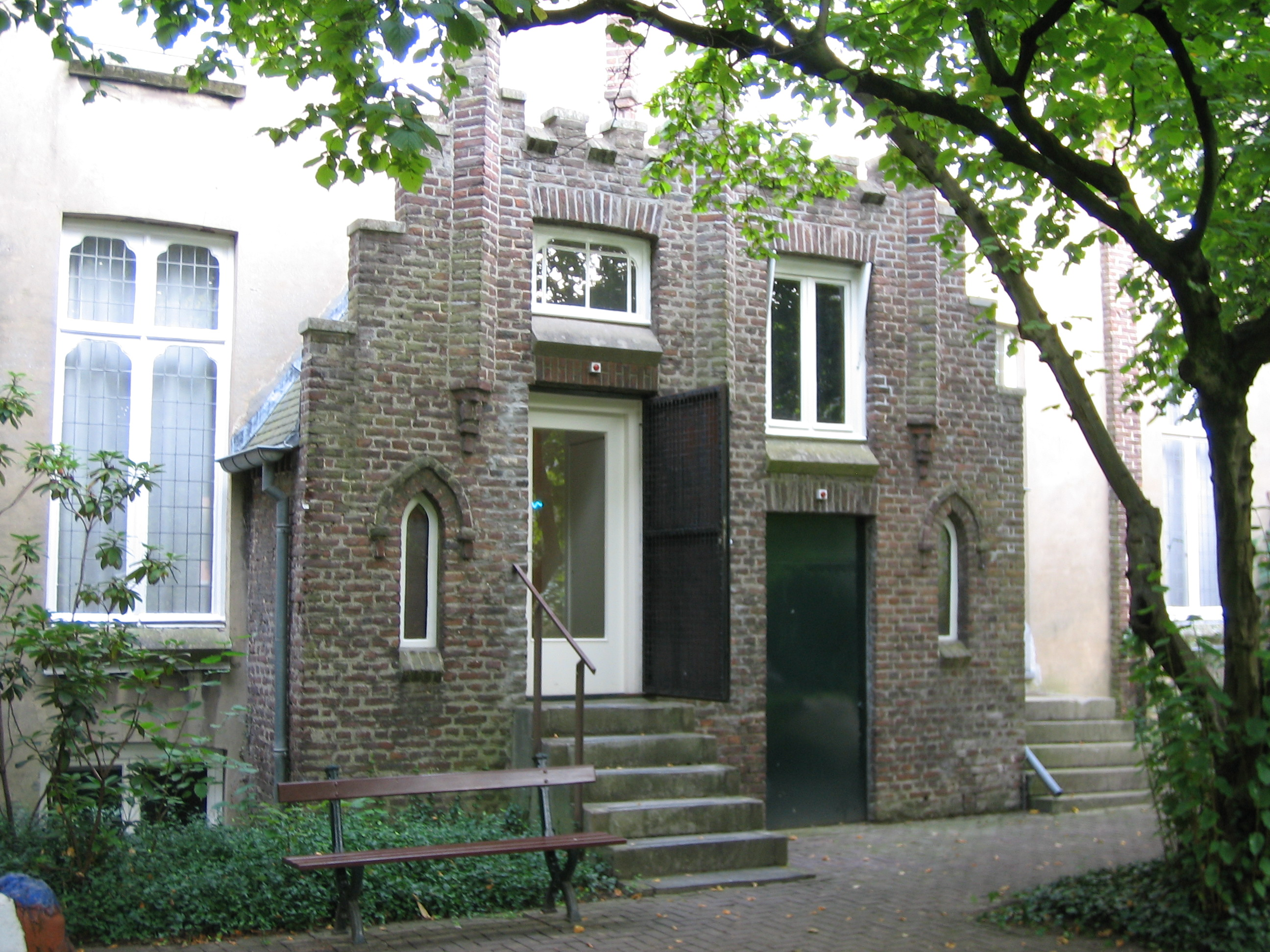
皮埃尔·克伊珀斯故居
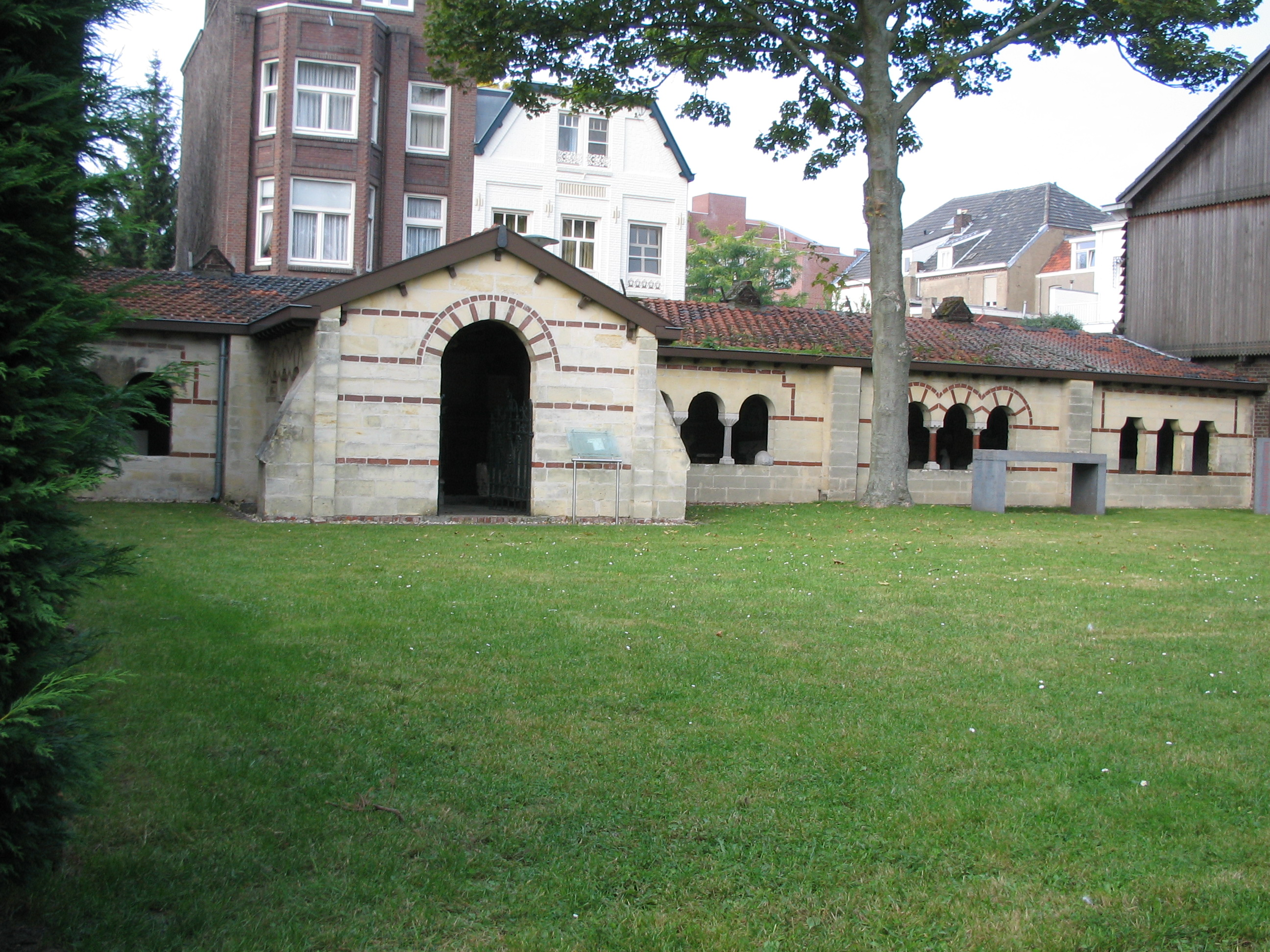
皮埃尔·克伊珀斯故居
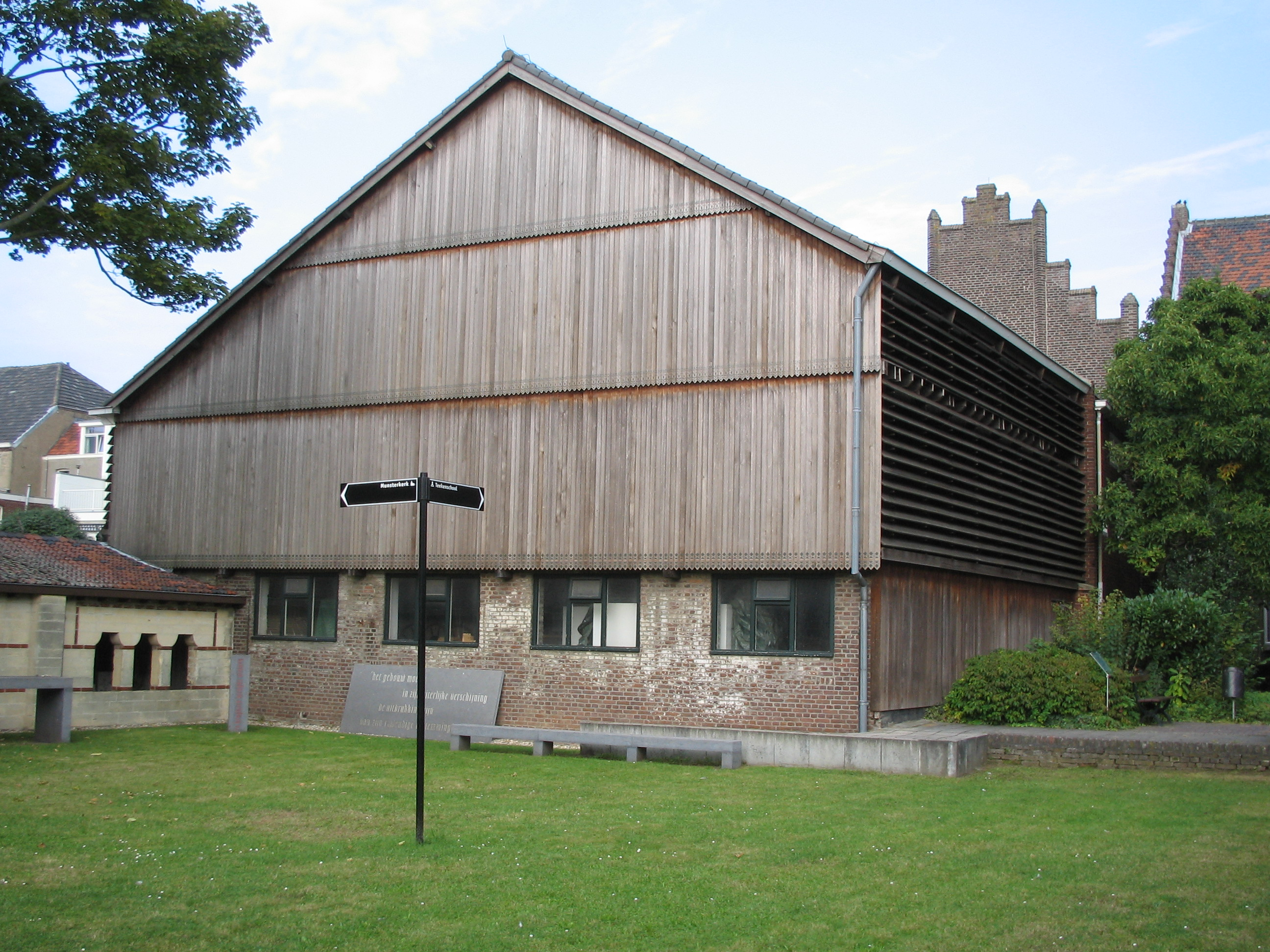
皮埃尔·克伊珀斯故居
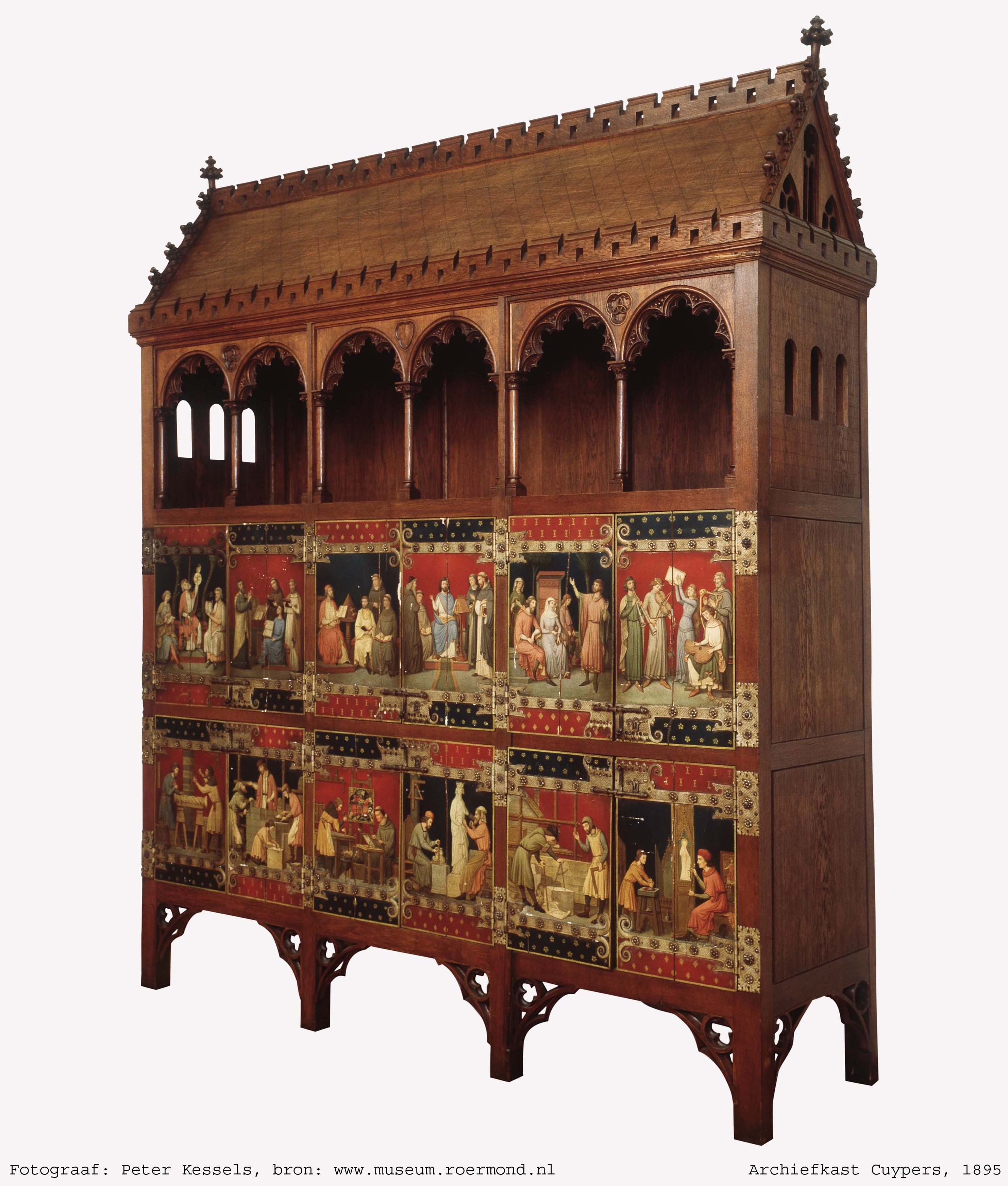
柜子
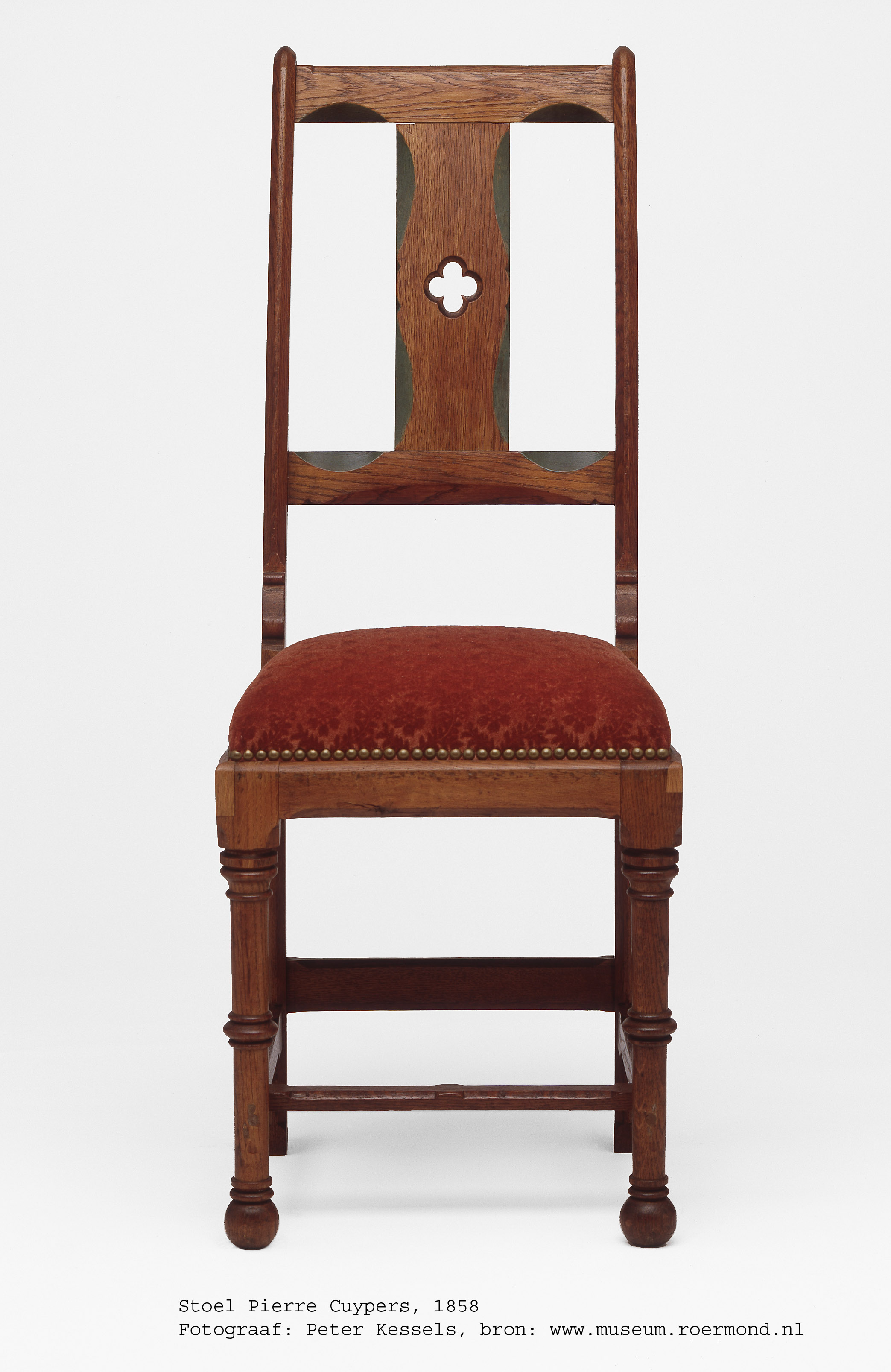
椅子
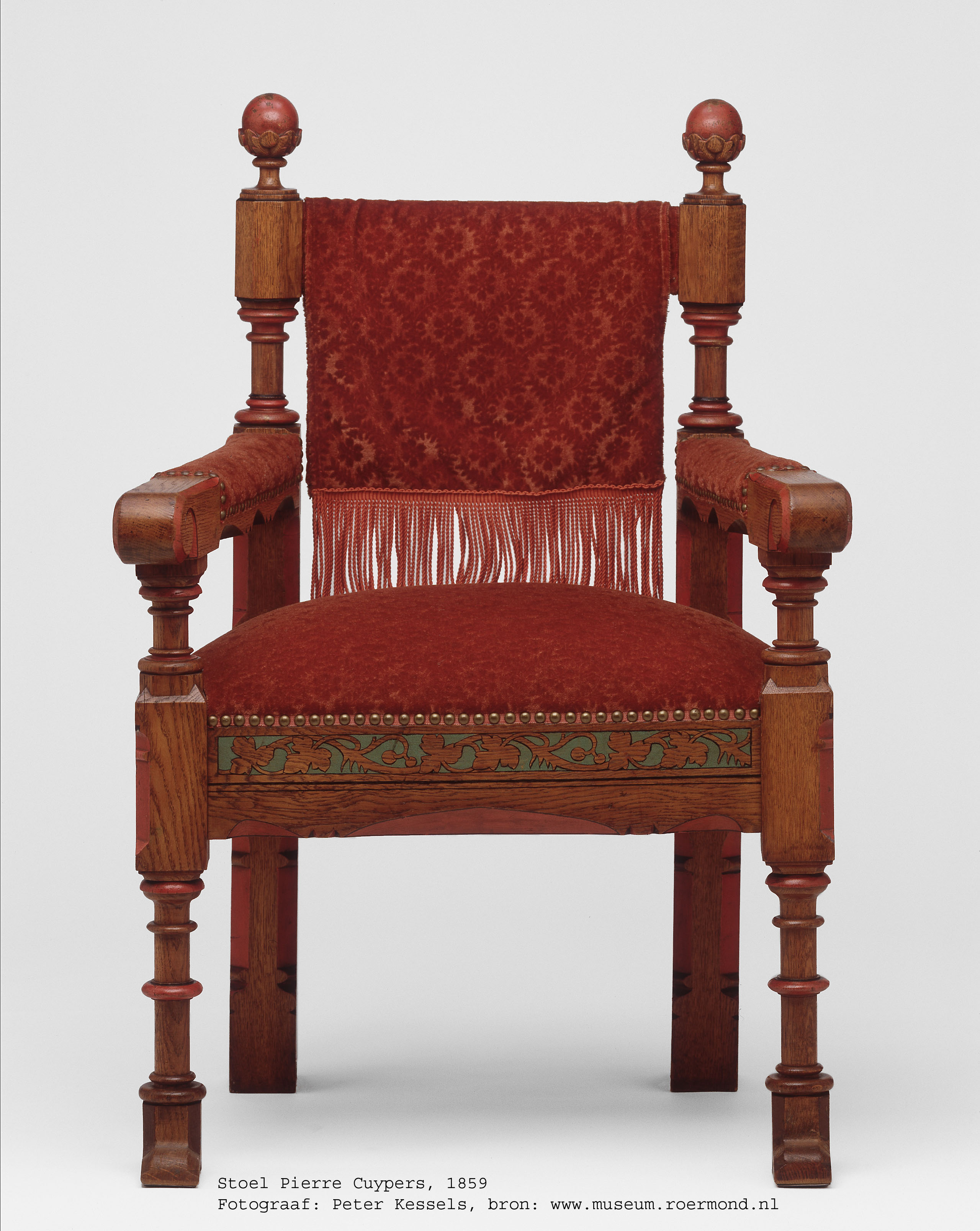
椅子
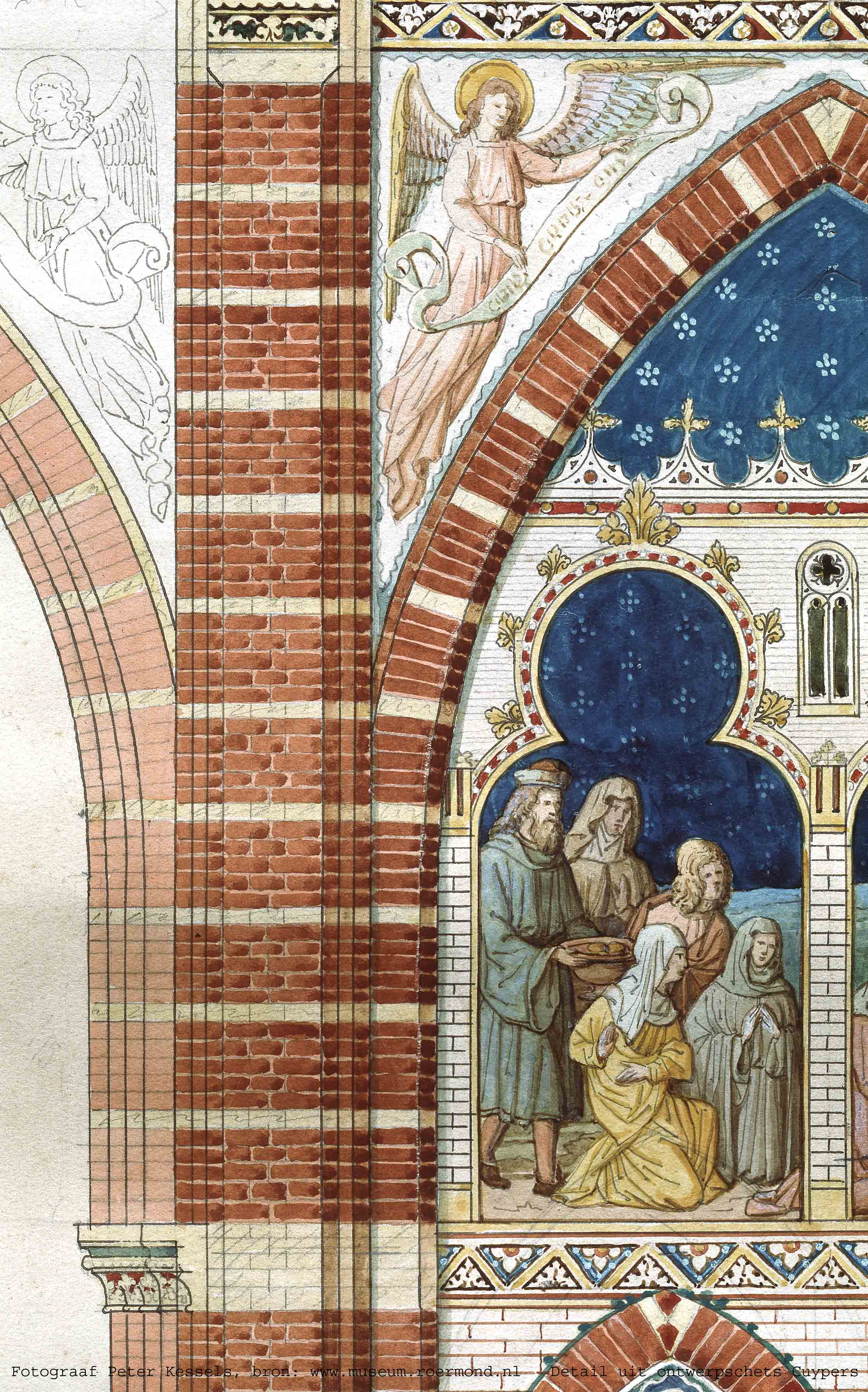
设计图

## 门票
- 成人6欧
- 儿童7-18岁4欧
- 老人65岁以上4欧
- CJP卡2欧
- 儿童6岁以下免费
- 博物馆卡/伦勃朗卡免费

## 营业时间
- 周二-周日：上午11点-下午4点30分